# Eta Microscopii
Eta Microscopii (47 Microscopii) é uma estrela na direção da constelação de Microscopium. Possui uma ascensão reta de 21h 06m 25.50s e uma declinação de −41° 23′ 09.4″. Sua magnitude aparente é igual a 5.55. Considerando sua distância de 931 anos-luz em relação à Terra, sua magnitude absoluta é igual a −1.73. Pertence à classe espectral K3III.